# Rourkela Industrial Township
Rourkela Industrial Township est une ville d’Inde de 210 412 habitants en 2011. La même année, son aire urbaine comptait 552 970 habitants.